# پرییدور
پرییدور (به لاتین: Prijedor) یک منطقهٔ مسکونی در بوسنی و هرزگوین است که در Bosanska Krajina واقع شده‌است.

## خصوصیات
پرییدور ۸۳۴٬۰۶ کیلومترمربع مساحت و ۳۲٬۳۴۲ نفر جمعیت دارد و ۱۳۶ متر بالاتر از سطح دریا واقع شده‌است.

## خواهرخوانده
شهرهای مانیسا و کیکیندا خواهرخوانده‌های پرییدور هستند.